# Победна (Нижньосілезьке воєводство)
Победна (пол. Pobiedna, нім. Wigandsthal) — село в Польщі, у гміні Лешна Любанського повіту Нижньосілезького воєводства.
Населення — 1267 осіб (2011).
У 1975-1998 роках село належало до Єленьоґурського воєводства.

## Демографія
Демографічна структура станом на 31 березня 2011 року:
|          | Загалом | Допрацездатний вік | Працездатний вік | Постпрацездатний вік |
| -------- | ------- | ------------------ | ---------------- | -------------------- |
| Чоловіки | 605     | 125                | 424              | 56                   |
| Жінки    | 662     | 122                | 379              | 161                  |
| Разом    | 1267    | 247                | 803              | 217                  |